# À travers les Flandres féminin 2025
Pour la course masculine, voir À travers les Flandres 2025.
La 13e édition d'À travers les Flandres féminin a lieu le mercredi 2 avril 2025. La course fait partie du calendrier international féminin UCI 2025 en catégorie 1.Pro. Elle se déroule le même jour que l'épreuve masculine. 

## Équipes
| UCI Women's WorldTeams (13)- Team Visma \| Lease a Bike - Team SD Worx-Protime - UAE Team ADQ - Lidl-Trek - Liv AlUla Jayco - FDJ-Suez - Fenix-Deceuninck - AG Insurance-Soudal Team - Canyon//SRAM zondacrypto - Movistar Team - Team Picnic PostNL - Human Powered Health - Uno-X Mobility UCI Women's ProTeams (5)- Arkéa-B&B Hotels Women - Cofidis Women Team - St Michel-Preference Home-Auber93 - VolkerWessels Women's Pro Cycling Team - Winspace Orange Seal Équipes continentales féminines (6)- Lotto Ladies - Bepink-Imatra-Bongioanni - DD Group Pro Cycling - Team Coop-Repsol - DAS-Hutchinson - Hess Cycling Team |
| |

## Présentation

### Parcours
La course commence et se conclut à Waregem sur une distance de 128,5 km. Sept côtes et six secteurs pavés situés en bordure des Ardennes flamandes sont au programme de la course. Parmi les côtes, les coureuses franchissent le Berg Ten Houte, la Côte de Trieu, le Hotond ainsi que deux fois le Nokereberg. Les principaux secteurs pavés sont la Mariaborrestraat, la Huisepontweg et la Herlegemstraat, dernier secteur pavé, d'une longueur de 1 000 m, situé à 5 kilomètres de la ligne d'arrivée tracée sur la Verbindingsweg à Waregem.

## Classements

### Classement final
| \| Classement général \| Classement général \| Classement général \| Classement général \| Classement général \| \| Coureur \| Coureur \| Pays \| Équipe \| Temps \| \| ------------------ \| ------------------------- \| ------------------ \| ------------------ \| ------------------ \| \| 1re \| Elisa Longo Borghini \| Italie \| UAE Team ADQ \| 3 h 12 min 49 s \| \| 2e \| Lotte Kopecky \| Belgique \| SD Worx-Protime \| + 29 s \| \| 3e \| Elisa Balsamo \| Italie \| Lidl-Trek \| + 29 s \| \| 4e \| Puck Pieterse \| Pays-Bas \| Fenix-Deceuninck \| + 29 s \| \| 5e \| Mischa Bredewold \| Pays-Bas \| SD Worx-Protime \| + 29 s \| \| 6e \| Liane Lippert \| Allemagne \| Movistar Team \| + 29 s \| \| 7e \| Vittoria Guazzini \| Italie \| FDJ-Suez \| + 29 s \| \| 8e \| Maria Giulia Confalonieri \| Italie \| Uno-X Mobility \| + 29 s \| \| 9e \| Elise Chabbey \| Suisse \| FDJ-Suez \| + 29 s \| \| 10e \| Marte Berg Edseth \| Norvège \| Uno-X Mobility \| + 29 s \| |                           |           |                  |                 |
| |                           |           |                  |                 |
| |                           |           |                  |                 |
| Classement général |                           |           |                  |                 |
| Coureur | Coureur                   | Pays      | Équipe           | Temps           |
| 1re | Elisa Longo Borghini      | Italie    | UAE Team ADQ     | 3 h 12 min 49 s |
| 2e | Lotte Kopecky             | Belgique  | SD Worx-Protime  | + 29 s          |
| 3e | Elisa Balsamo             | Italie    | Lidl-Trek        | + 29 s          |
| 4e | Puck Pieterse             | Pays-Bas  | Fenix-Deceuninck | + 29 s          |
| 5e | Mischa Bredewold          | Pays-Bas  | SD Worx-Protime  | + 29 s          |
| 6e | Liane Lippert             | Allemagne | Movistar Team    | + 29 s          |
| 7e | Vittoria Guazzini         | Italie    | FDJ-Suez         | + 29 s          |
| 8e | Maria Giulia Confalonieri | Italie    | Uno-X Mobility   | + 29 s          |
| 9e | Elise Chabbey             | Suisse    | FDJ-Suez         | + 29 s          |
| 10e | Marte Berg Edseth         | Norvège   | Uno-X Mobility   | + 29 s          |

### Points UCI
| Position           | 1er | 2e  | 3e  | 4e  | 5e | 6e | 7e | 8e | 9e | 10e | 11e | 12e | 13e | 14e | 15e | 16e à 25e |
| Classement général | 200 | 150 | 125 | 100 | 85 | 70 | 60 | 50 | 40 | 35  | 30  | 25  | 20  | 15  | 10  | 5         |

## Liste des participantes
| Team Visma \| Lease a Bike TVL | Team Visma \| Lease a Bike TVL | Team Visma \| Lease a Bike TVL |
| ------------------------------ | ------------------------------ | ------------------------------ |
| Num                            | Coureur                        | Pos                            |
| 1                              | Marianne Vos (NED)             | NP                             |
| 2                              | Linda Riedmann (GER)           | 69e                            |
| 3                              | Eva van Agt (NED)              | 15e                            |
| 4                              | Martina Fidanza (ITA)          | AB                             |
| 5                              | Margaux Vigié (FRA)            | AB                             |
| 6                              | Sophie von Berswordt (NED)     | 12e                            |

| SD Worx-Protime SDW | SD Worx-Protime SDW         | SD Worx-Protime SDW |
| ------------------- | --------------------------- | ------------------- |
| Num                 | Coureur                     | Pos                 |
| 11                  | Lotte Kopecky (BEL) (route) | 2e                  |
| 12                  | Mischa Bredewold (NED)      | 5e                  |
| 13                  | Elena Cecchini (ITA)        | 47e                 |
| 14                  | Femke Gerritse (NED)        | 28e                 |
| 15                  | Marta Lach (POL)            | 40e                 |
| 16                  | Blanka Vas (HUN) (route)    | 48e                 |

| UAE Team ADQ UAD | UAE Team ADQ UAD                   | UAE Team ADQ UAD |
| ---------------- | ---------------------------------- | ---------------- |
| Num              | Coureur                            | Pos              |
| 21               | Elisa Longo Borghini (ITA) (route) | 1re              |
| 22               | Febe Jooris (BEL)                  | AB               |
| 23               | Elizabeth Holden (GBR)             | NP               |
| 24               | Tereza Neumanová (CZE)             | 63e              |
| 25               | Sofia Bertizzolo (ITA)             | 42e              |
| 26               | Hannah Kunz (GER)                  | AB               |

| Lidl-Trek LTK | Lidl-Trek LTK            | Lidl-Trek LTK |
| ------------- | ------------------------ | ------------- |
| Num           | Coureur                  | Pos           |
| 31            | Elisa Balsamo (ITA)      | 3e            |
| 32            | Lucinda Brand (NED)      | 29e           |
| 33            | Ellen van Dijk (NED)     | 19e           |
| 34            | Lauretta Hanson (AUS)    | 50e           |
| 35            | Anna Henderson (GBR)     | 21e           |
| 36            | Shirin van Anrooij (NED) | AB            |

| Liv AlUla Jayco LIV | Liv AlUla Jayco LIV       | Liv AlUla Jayco LIV |
| ------------------- | ------------------------- | ------------------- |
| Num                 | Coureur                   | Pos                 |
| 41                  | Letizia Paternoster (ITA) | 27e                 |
| 42                  | Amber Pate (AUS)          | 54e                 |
| 43                  | Ruby Roseman-Gannon (AUS) | 26e                 |
| 44                  | Noa Jansen (NED)          | 56e                 |
| 45                  | Anna Trevisi (ITA)        | AB                  |
| 46                  | Amber van der Hulst (NED) | AB                  |

| FDJ-Suez TFS | FDJ-Suez TFS            | FDJ-Suez TFS |
| ------------ | ----------------------- | ------------ |
| Num          | Coureur                 | Pos          |
| 51           | Elise Chabbey (SUI)     | 9e           |
| 52           | Loes Adegeest (NED)     | AB           |
| 53           | Vittoria Guazzini (ITA) | 7e           |
| 54           | Amber Kraak (NED)       | 14e          |
| 55           | Marie Le Net (FRA)      | NP           |
| 56           | Ally Wollaston (NZL)    | 49e          |

| Fenix-Deceuninck FDC | Fenix-Deceuninck FDC          | Fenix-Deceuninck FDC |
| -------------------- | ----------------------------- | -------------------- |
| Num                  | Coureur                       | Pos                  |
| 61                   | Puck Pieterse (NED)           | 4e                   |
| 62                   | Julie De Wilde (BEL)          | 67e                  |
| 63                   | Millie Couzens (GBR)          | 77e                  |
| 64                   | Olha Kulynych (UKR)           | 80e                  |
| 65                   | Carina Schrempf (AUT)         | 35e                  |
| 66                   | Christina Schweinberger (AUT) | 18e                  |

| AG Insurance-Soudal Team AGS | AG Insurance-Soudal Team AGS | AG Insurance-Soudal Team AGS |
| ---------------------------- | ---------------------------- | ---------------------------- |
| Num                          | Coureur                      | Pos                          |
| 71                           | Justine Ghekiere (BEL)       | 68e                          |
| 72                           | Alana Castrique (BEL)        | AB                           |
| 73                           | Julia Borgström (SWE)        | 43e                          |
| 74                           | Marthe Goossens (BEL)        | 46e                          |
| 75                           | Anya Louw (AUS)              | AB                           |
| 76                           | Gladys Verhulst (FRA)        | 32e                          |

| Canyon//SRAM zondacrypto CSZ | Canyon//SRAM zondacrypto CSZ | Canyon//SRAM zondacrypto CSZ |
| ---------------------------- | ---------------------------- | ---------------------------- |
| Num                          | Coureur                      | Pos                          |
| 81                           | Chiara Consonni (ITA)        | NP                           |
| 82                           | Zoe Bäckstedt (GBR)          | 20e                          |
| 83                           | Alice Towers (GBR)           | 45e                          |
| 84                           | Soraya Paladin (ITA)         | 78e                          |
| 85                           | Anastasiya Kolesava (BLR)    | 79e                          |
| 86                           | Katarzyna Niewiadoma (POL)   | 13e                          |

| Movistar Team MOV | Movistar Team MOV           | Movistar Team MOV |
| ----------------- | --------------------------- | ----------------- |
| Num               | Coureur                     | Pos               |
| 91                | Marlen Reusser (SUI)        | 17e               |
| 92                | Ana Vitória Magalhães (BRA) | AB                |
| 93                | Liane Lippert (GER)         | 6e                |
| 94                | Floortje Mackaij (NED)      | 70e               |
| 95                | Jelena Erić (SRB) (route)   | 36e               |
| 96                | Lucia Ruiz Pérez (ESP)      | AB                |

| Team Picnic PostNL TPP | Team Picnic PostNL TPP        | Team Picnic PostNL TPP |
| ---------------------- | ----------------------------- | ---------------------- |
| Num                    | Coureur                       | Pos                    |
| 101                    | Rachele Barbieri (ITA)        | AB                     |
| 102                    | Ella Heremans (BEL)           | AB                     |
| 103                    | Josie Nelson (GBR)            | AB                     |
| 104                    | Mara Roldan (CAN)             | 25e                    |
| 105                    | Abi Smith (GBR)               | 64e                    |
| 106                    | Juliana Londoño (COL) (route) | AB                     |

| Human Powered Health HPH | Human Powered Health HPH    | Human Powered Health HPH |
| ------------------------ | --------------------------- | ------------------------ |
| Num                      | Coureur                     | Pos                      |
| 111                      | Marit Raaijmakers (NED)     | 65e                      |
| 112                      | Giada Borghesi (ITA)        | 33e                      |
| 113                      | Ruth Edwards (USA)          | AB                       |
| 114                      | Katia Ragusa (ITA)          | AB                       |
| 115                      | Kathrin Schweinberger (AUT) | AB                       |
| 116                      | Lily Williams (USA)         | 39e                      |

| Uno-X Mobility UXM | Uno-X Mobility UXM              | Uno-X Mobility UXM |
| ------------------ | ------------------------------- | ------------------ |
| Num                | Coureur                         | Pos                |
| 121                | Maria Giulia Confalonieri (ITA) | 8e                 |
| 122                | Kamilla Aasebø (NOR)            | AB                 |
| 123                | Simone Boilard (CAN)            | 44e                |
| 124                | Marte Berg Edseth (NOR)         | 10e                |
| 125                | Alberte Greve (DEN)             | AB                 |
| 126                | Anne Dorthe Ysland (NOR)        | AB                 |

| Arkéa-B&B Hotels Women ARK | Arkéa-B&B Hotels Women ARK    | Arkéa-B&B Hotels Women ARK |
| -------------------------- | ----------------------------- | -------------------------- |
| Num                        | Coureur                       | Pos                        |
| 131                        | Marjolein van 't Geloof (NED) | 52e                        |
| 132                        | Lotte Claes (BEL)             | 16e                        |
| 133                        | Amandine Fouquenet (FRA)      | AB                         |
| 135                        | Titia Ryo (FRA)               | 22e                        |
| 136                        | Maurène Trégouët (FRA)        | AB                         |

| Cofidis COF | Cofidis COF               | Cofidis COF |
| ----------- | ------------------------- | ----------- |
| Num         | Coureur                   | Pos         |
| 141         | Amalie Dideriksen (DEN)   | AB          |
| 142         | Victoire Berteau (FRA)    | 74e         |
| 143         | Eugenia Bujak (SLO)       | 53e         |
| 144         | Valentine Fortin (FRA)    | AB          |
| 145         | Nadia Quagliotto (ITA)    | 76e         |
| 146         | Kirstie van Haaften (NED) | AB          |

| Lotto Ladies LOL | Lotto Ladies LOL         | Lotto Ladies LOL |
| ---------------- | ------------------------ | ---------------- |
| Num              | Coureur                  | Pos              |
| 151              | Lucy Bénézet Minns (IRL) | AB               |
| 152              | Anna van Wersch (NED)    | 34e              |
| 153              | Dina Boels (BEL)         | 57e              |
| 154              | Lea Lin Teutenberg (GER) | 66e              |
| 155              | Romina Hinojosa (MEX)    | 31e              |
| 156              | Lani Wittevrongel (BEL)  | AB               |

| St Michel-Preference Home-Auber 93 AUB | St Michel-Preference Home-Auber 93 AUB | St Michel-Preference Home-Auber 93 AUB |
| -------------------------------------- | -------------------------------------- | -------------------------------------- |
| Num                                    | Coureur                                | Pos                                    |
| 161                                    | Alison Avoine (FRA)                    | 72e                                    |
| 162                                    | Lucie Fityus (AUS)                     | 23e                                    |
| 163                                    | Alicia González (ESP)                  | 71e                                    |
| 164                                    | Adèle Normand (CAN)                    | 75e                                    |
| 165                                    | Coline Raby (FRA)                      | AB                                     |
| 166                                    | Clémence Chéreau (FRA)                 | AB                                     |

| VolkerWessels VWT | VolkerWessels VWT      | VolkerWessels VWT |
| ----------------- | ---------------------- | ----------------- |
| Num               | Coureur                | Pos               |
| 171               | Valerie Demey (BEL)    | AB                |
| 172               | Anne Knijnenburg (NED) | 30e               |
| 173               | Marieke Meert (BEL)    | 59e               |
| 174               | Scarlett Souren (NED)  | 58e               |
| 175               | Anne Van Rooijen (NED) | 51e               |
| 176               | Bodine Vollering (NED) | 60e               |

| Winspace Orange Seal WOS | Winspace Orange Seal WOS      | Winspace Orange Seal WOS |
| ------------------------ | ----------------------------- | ------------------------ |
| Num                      | Coureur                       | Pos                      |
| 181                      | Marie-Morgane Le Deunff (FRA) | AB                       |
| 182                      | Marine Allione (FRA)          | AB                       |
| 183                      | Camille Fahy (FRA)            | 73e                      |
| 184                      | Aurela Nerlo (POL)            | 24e                      |
| 185                      | Florence Normand (CAN)        | AB                       |
| 186                      | Karolina Perekitko (POL)      | 61e                      |

| Bepink-Imatra-Bongioanni BPK | Bepink-Imatra-Bongioanni BPK | Bepink-Imatra-Bongioanni BPK |
| ---------------------------- | ---------------------------- | ---------------------------- |
| Num                          | Coureur                      | Pos                          |
| 191                          | Andrea Casagranda (ITA)      | AB                           |
| 192                          | Beatrice Caudera (ITA)       | AB                           |
| 193                          | Nora Jenčušová (SVK) (route) | AB                           |
| 194                          | Vittoria Grassi (ITA)        | AB                           |
| 195                          | Meike Uiterwijk Winkel (NED) | AB                           |
| 196                          | Elisa Valtulini (ITA)        | 41e                          |

| DD Group Pro Cycling DDG | DD Group Pro Cycling DDG   | DD Group Pro Cycling DDG |
| ------------------------ | -------------------------- | ------------------------ |
| Num                      | Coureur                    | Pos                      |
| 201                      | Manon De Boer (NED)        | AB                       |
| 202                      | Cleo Kiekens (BEL)         | AB                       |
| 203                      | Britt de Grave (NED)       | AB                       |
| 204                      | Chloé Desmet (BEL)         | AB                       |
| 205                      | Yonna Van Dam (NED)        | AB                       |
| 206                      | Jony van den Eijnden (NED) | AB                       |

| Team Coop-Repsol HPU | Team Coop-Repsol HPU               | Team Coop-Repsol HPU |
| -------------------- | ---------------------------------- | -------------------- |
| Num                  | Coureur                            | Pos                  |
| 211                  | Sigrid Ytterhus Haugset (NOR)      | 11e                  |
| 212                  | Stina Kagevi (SWE)                 | 62e                  |
| 213                  | India Grangier (FRA)               | 38e                  |
| 214                  | Tiril Jørgensen (NOR)              | AB                   |
| 215                  | Laura Lizette Sander (EST) (route) | AB                   |
| 216                  | Eline Van Rooijen (NED)            | AB                   |

| DAS-Hutchinson DAS | DAS-Hutchinson DAS       | DAS-Hutchinson DAS |
| ------------------ | ------------------------ | ------------------ |
| Num                | Coureur                  | Pos                |
| 221                | Elizabeth Hermolle (GBR) | AB                 |
| 222                | Tamsin Miller (GBR)      | AB                 |
| 223                | Lucy Lee (GBR)           | AB                 |
| 224                | Aoife O'Brien (IRL)      | AB                 |
| 225                | Ruby Oakes (GBR)         | AB                 |
| 226                | Julia van Bokhoven (NED) | AB                 |

| Hess Cycling Team HCT | Hess Cycling Team HCT | Hess Cycling Team HCT |
| --------------------- | --------------------- | --------------------- |
| Num                   | Coureur               | Pos                   |
| 231                   | Holly Ramsey (GBR)    | AB                    |
| 232                   | Grace Lister (GBR)    | AB                    |
| 233                   | Alice McWilliam (GBR) | 37e                   |
| 234                   | Maeve Plouffe (AUS)   | 55e                   |
| 235                   | Laura Süßemilch (GER) | AB                    |
| 236                   | Liv Wenzel (LUX)      | AB                    |

| Team Visma \| Lease a Bike TVL | Team Visma \| Lease a Bike TVL | Team Visma \| Lease a Bike TVL |
| ------------------------------ | ------------------------------ | ------------------------------ |
| Num                            | Coureur                        | Pos                            |
| 1                              | Marianne Vos (NED)             | NP                             |
| 2                              | Linda Riedmann (GER)           | 69e                            |
| 3                              | Eva van Agt (NED)              | 15e                            |
| 4                              | Martina Fidanza (ITA)          | AB                             |
| 5                              | Margaux Vigié (FRA)            | AB                             |
| 6                              | Sophie von Berswordt (NED)     | 12e                            |

| SD Worx-Protime SDW | SD Worx-Protime SDW         | SD Worx-Protime SDW |
| ------------------- | --------------------------- | ------------------- |
| Num                 | Coureur                     | Pos                 |
| 11                  | Lotte Kopecky (BEL) (route) | 2e                  |
| 12                  | Mischa Bredewold (NED)      | 5e                  |
| 13                  | Elena Cecchini (ITA)        | 47e                 |
| 14                  | Femke Gerritse (NED)        | 28e                 |
| 15                  | Marta Lach (POL)            | 40e                 |
| 16                  | Blanka Vas (HUN) (route)    | 48e                 |

| UAE Team ADQ UAD | UAE Team ADQ UAD                   | UAE Team ADQ UAD |
| ---------------- | ---------------------------------- | ---------------- |
| Num              | Coureur                            | Pos              |
| 21               | Elisa Longo Borghini (ITA) (route) | 1re              |
| 22               | Febe Jooris (BEL)                  | AB               |
| 23               | Elizabeth Holden (GBR)             | NP               |
| 24               | Tereza Neumanová (CZE)             | 63e              |
| 25               | Sofia Bertizzolo (ITA)             | 42e              |
| 26               | Hannah Kunz (GER)                  | AB               |

| Lidl-Trek LTK | Lidl-Trek LTK            | Lidl-Trek LTK |
| ------------- | ------------------------ | ------------- |
| Num           | Coureur                  | Pos           |
| 31            | Elisa Balsamo (ITA)      | 3e            |
| 32            | Lucinda Brand (NED)      | 29e           |
| 33            | Ellen van Dijk (NED)     | 19e           |
| 34            | Lauretta Hanson (AUS)    | 50e           |
| 35            | Anna Henderson (GBR)     | 21e           |
| 36            | Shirin van Anrooij (NED) | AB            |

| Liv AlUla Jayco LIV | Liv AlUla Jayco LIV       | Liv AlUla Jayco LIV |
| ------------------- | ------------------------- | ------------------- |
| Num                 | Coureur                   | Pos                 |
| 41                  | Letizia Paternoster (ITA) | 27e                 |
| 42                  | Amber Pate (AUS)          | 54e                 |
| 43                  | Ruby Roseman-Gannon (AUS) | 26e                 |
| 44                  | Noa Jansen (NED)          | 56e                 |
| 45                  | Anna Trevisi (ITA)        | AB                  |
| 46                  | Amber van der Hulst (NED) | AB                  |

| FDJ-Suez TFS | FDJ-Suez TFS            | FDJ-Suez TFS |
| ------------ | ----------------------- | ------------ |
| Num          | Coureur                 | Pos          |
| 51           | Elise Chabbey (SUI)     | 9e           |
| 52           | Loes Adegeest (NED)     | AB           |
| 53           | Vittoria Guazzini (ITA) | 7e           |
| 54           | Amber Kraak (NED)       | 14e          |
| 55           | Marie Le Net (FRA)      | NP           |
| 56           | Ally Wollaston (NZL)    | 49e          |

| Fenix-Deceuninck FDC | Fenix-Deceuninck FDC          | Fenix-Deceuninck FDC |
| -------------------- | ----------------------------- | -------------------- |
| Num                  | Coureur                       | Pos                  |
| 61                   | Puck Pieterse (NED)           | 4e                   |
| 62                   | Julie De Wilde (BEL)          | 67e                  |
| 63                   | Millie Couzens (GBR)          | 77e                  |
| 64                   | Olha Kulynych (UKR)           | 80e                  |
| 65                   | Carina Schrempf (AUT)         | 35e                  |
| 66                   | Christina Schweinberger (AUT) | 18e                  |

| AG Insurance-Soudal Team AGS | AG Insurance-Soudal Team AGS | AG Insurance-Soudal Team AGS |
| ---------------------------- | ---------------------------- | ---------------------------- |
| Num                          | Coureur                      | Pos                          |
| 71                           | Justine Ghekiere (BEL)       | 68e                          |
| 72                           | Alana Castrique (BEL)        | AB                           |
| 73                           | Julia Borgström (SWE)        | 43e                          |
| 74                           | Marthe Goossens (BEL)        | 46e                          |
| 75                           | Anya Louw (AUS)              | AB                           |
| 76                           | Gladys Verhulst (FRA)        | 32e                          |

| Canyon//SRAM zondacrypto CSZ | Canyon//SRAM zondacrypto CSZ | Canyon//SRAM zondacrypto CSZ |
| ---------------------------- | ---------------------------- | ---------------------------- |
| Num                          | Coureur                      | Pos                          |
| 81                           | Chiara Consonni (ITA)        | NP                           |
| 82                           | Zoe Bäckstedt (GBR)          | 20e                          |
| 83                           | Alice Towers (GBR)           | 45e                          |
| 84                           | Soraya Paladin (ITA)         | 78e                          |
| 85                           | Anastasiya Kolesava (BLR)    | 79e                          |
| 86                           | Katarzyna Niewiadoma (POL)   | 13e                          |

| Movistar Team MOV | Movistar Team MOV           | Movistar Team MOV |
| ----------------- | --------------------------- | ----------------- |
| Num               | Coureur                     | Pos               |
| 91                | Marlen Reusser (SUI)        | 17e               |
| 92                | Ana Vitória Magalhães (BRA) | AB                |
| 93                | Liane Lippert (GER)         | 6e                |
| 94                | Floortje Mackaij (NED)      | 70e               |
| 95                | Jelena Erić (SRB) (route)   | 36e               |
| 96                | Lucia Ruiz Pérez (ESP)      | AB                |

| Team Picnic PostNL TPP | Team Picnic PostNL TPP        | Team Picnic PostNL TPP |
| ---------------------- | ----------------------------- | ---------------------- |
| Num                    | Coureur                       | Pos                    |
| 101                    | Rachele Barbieri (ITA)        | AB                     |
| 102                    | Ella Heremans (BEL)           | AB                     |
| 103                    | Josie Nelson (GBR)            | AB                     |
| 104                    | Mara Roldan (CAN)             | 25e                    |
| 105                    | Abi Smith (GBR)               | 64e                    |
| 106                    | Juliana Londoño (COL) (route) | AB                     |

| Human Powered Health HPH | Human Powered Health HPH    | Human Powered Health HPH |
| ------------------------ | --------------------------- | ------------------------ |
| Num                      | Coureur                     | Pos                      |
| 111                      | Marit Raaijmakers (NED)     | 65e                      |
| 112                      | Giada Borghesi (ITA)        | 33e                      |
| 113                      | Ruth Edwards (USA)          | AB                       |
| 114                      | Katia Ragusa (ITA)          | AB                       |
| 115                      | Kathrin Schweinberger (AUT) | AB                       |
| 116                      | Lily Williams (USA)         | 39e                      |

| Uno-X Mobility UXM | Uno-X Mobility UXM              | Uno-X Mobility UXM |
| ------------------ | ------------------------------- | ------------------ |
| Num                | Coureur                         | Pos                |
| 121                | Maria Giulia Confalonieri (ITA) | 8e                 |
| 122                | Kamilla Aasebø (NOR)            | AB                 |
| 123                | Simone Boilard (CAN)            | 44e                |
| 124                | Marte Berg Edseth (NOR)         | 10e                |
| 125                | Alberte Greve (DEN)             | AB                 |
| 126                | Anne Dorthe Ysland (NOR)        | AB                 |

| Arkéa-B&B Hotels Women ARK | Arkéa-B&B Hotels Women ARK    | Arkéa-B&B Hotels Women ARK |
| -------------------------- | ----------------------------- | -------------------------- |
| Num                        | Coureur                       | Pos                        |
| 131                        | Marjolein van 't Geloof (NED) | 52e                        |
| 132                        | Lotte Claes (BEL)             | 16e                        |
| 133                        | Amandine Fouquenet (FRA)      | AB                         |
| 135                        | Titia Ryo (FRA)               | 22e                        |
| 136                        | Maurène Trégouët (FRA)        | AB                         |

| Cofidis COF | Cofidis COF               | Cofidis COF |
| ----------- | ------------------------- | ----------- |
| Num         | Coureur                   | Pos         |
| 141         | Amalie Dideriksen (DEN)   | AB          |
| 142         | Victoire Berteau (FRA)    | 74e         |
| 143         | Eugenia Bujak (SLO)       | 53e         |
| 144         | Valentine Fortin (FRA)    | AB          |
| 145         | Nadia Quagliotto (ITA)    | 76e         |
| 146         | Kirstie van Haaften (NED) | AB          |

| Lotto Ladies LOL | Lotto Ladies LOL         | Lotto Ladies LOL |
| ---------------- | ------------------------ | ---------------- |
| Num              | Coureur                  | Pos              |
| 151              | Lucy Bénézet Minns (IRL) | AB               |
| 152              | Anna van Wersch (NED)    | 34e              |
| 153              | Dina Boels (BEL)         | 57e              |
| 154              | Lea Lin Teutenberg (GER) | 66e              |
| 155              | Romina Hinojosa (MEX)    | 31e              |
| 156              | Lani Wittevrongel (BEL)  | AB               |

| St Michel-Preference Home-Auber 93 AUB | St Michel-Preference Home-Auber 93 AUB | St Michel-Preference Home-Auber 93 AUB |
| -------------------------------------- | -------------------------------------- | -------------------------------------- |
| Num                                    | Coureur                                | Pos                                    |
| 161                                    | Alison Avoine (FRA)                    | 72e                                    |
| 162                                    | Lucie Fityus (AUS)                     | 23e                                    |
| 163                                    | Alicia González (ESP)                  | 71e                                    |
| 164                                    | Adèle Normand (CAN)                    | 75e                                    |
| 165                                    | Coline Raby (FRA)                      | AB                                     |
| 166                                    | Clémence Chéreau (FRA)                 | AB                                     |

| VolkerWessels VWT | VolkerWessels VWT      | VolkerWessels VWT |
| ----------------- | ---------------------- | ----------------- |
| Num               | Coureur                | Pos               |
| 171               | Valerie Demey (BEL)    | AB                |
| 172               | Anne Knijnenburg (NED) | 30e               |
| 173               | Marieke Meert (BEL)    | 59e               |
| 174               | Scarlett Souren (NED)  | 58e               |
| 175               | Anne Van Rooijen (NED) | 51e               |
| 176               | Bodine Vollering (NED) | 60e               |

| Winspace Orange Seal WOS | Winspace Orange Seal WOS      | Winspace Orange Seal WOS |
| ------------------------ | ----------------------------- | ------------------------ |
| Num                      | Coureur                       | Pos                      |
| 181                      | Marie-Morgane Le Deunff (FRA) | AB                       |
| 182                      | Marine Allione (FRA)          | AB                       |
| 183                      | Camille Fahy (FRA)            | 73e                      |
| 184                      | Aurela Nerlo (POL)            | 24e                      |
| 185                      | Florence Normand (CAN)        | AB                       |
| 186                      | Karolina Perekitko (POL)      | 61e                      |

| Bepink-Imatra-Bongioanni BPK | Bepink-Imatra-Bongioanni BPK | Bepink-Imatra-Bongioanni BPK |
| ---------------------------- | ---------------------------- | ---------------------------- |
| Num                          | Coureur                      | Pos                          |
| 191                          | Andrea Casagranda (ITA)      | AB                           |
| 192                          | Beatrice Caudera (ITA)       | AB                           |
| 193                          | Nora Jenčušová (SVK) (route) | AB                           |
| 194                          | Vittoria Grassi (ITA)        | AB                           |
| 195                          | Meike Uiterwijk Winkel (NED) | AB                           |
| 196                          | Elisa Valtulini (ITA)        | 41e                          |

| DD Group Pro Cycling DDG | DD Group Pro Cycling DDG   | DD Group Pro Cycling DDG |
| ------------------------ | -------------------------- | ------------------------ |
| Num                      | Coureur                    | Pos                      |
| 201                      | Manon De Boer (NED)        | AB                       |
| 202                      | Cleo Kiekens (BEL)         | AB                       |
| 203                      | Britt de Grave (NED)       | AB                       |
| 204                      | Chloé Desmet (BEL)         | AB                       |
| 205                      | Yonna Van Dam (NED)        | AB                       |
| 206                      | Jony van den Eijnden (NED) | AB                       |

| Team Coop-Repsol HPU | Team Coop-Repsol HPU               | Team Coop-Repsol HPU |
| -------------------- | ---------------------------------- | -------------------- |
| Num                  | Coureur                            | Pos                  |
| 211                  | Sigrid Ytterhus Haugset (NOR)      | 11e                  |
| 212                  | Stina Kagevi (SWE)                 | 62e                  |
| 213                  | India Grangier (FRA)               | 38e                  |
| 214                  | Tiril Jørgensen (NOR)              | AB                   |
| 215                  | Laura Lizette Sander (EST) (route) | AB                   |
| 216                  | Eline Van Rooijen (NED)            | AB                   |

| DAS-Hutchinson DAS | DAS-Hutchinson DAS       | DAS-Hutchinson DAS |
| ------------------ | ------------------------ | ------------------ |
| Num                | Coureur                  | Pos                |
| 221                | Elizabeth Hermolle (GBR) | AB                 |
| 222                | Tamsin Miller (GBR)      | AB                 |
| 223                | Lucy Lee (GBR)           | AB                 |
| 224                | Aoife O'Brien (IRL)      | AB                 |
| 225                | Ruby Oakes (GBR)         | AB                 |
| 226                | Julia van Bokhoven (NED) | AB                 |

| Hess Cycling Team HCT | Hess Cycling Team HCT | Hess Cycling Team HCT |
| --------------------- | --------------------- | --------------------- |
| Num                   | Coureur               | Pos                   |
| 231                   | Holly Ramsey (GBR)    | AB                    |
| 232                   | Grace Lister (GBR)    | AB                    |
| 233                   | Alice McWilliam (GBR) | 37e                   |
| 234                   | Maeve Plouffe (AUS)   | 55e                   |
| 235                   | Laura Süßemilch (GER) | AB                    |
| 236                   | Liv Wenzel (LUX)      | AB                    |